# Сириньяно
Сириньяно (итал. Sirignano) — коммуна в Италии, располагается в регионе Кампания, в провинции Авеллино.
Население составляет 2366 человек, плотность населения составляет 394 чел./км². Занимает площадь 6 км². Почтовый индекс — 83020. Телефонный код — 081.
Покровителем коммуны почитается святой апостол Андрей Первозванный, празднование 30 ноября.